# Ragnar von Segebaden
Bror Ragnar Bogislaus von Segebaden, född 21 oktober 1891 i Harplinge församling, Hallands län, död 11 augusti 1976, var en svensk väg- och vattenbyggnadsingenjör. 
Ragnar von Segebaden, som var son till godsägare Gustaf von Segebaden och Beda Andersson, utexaminerades från Kungliga Tekniska högskolan 1915. Han blev tillförordnad byråingenjör i Väg- och vattenbyggnadsstyrelsen 1921, tillförordnad förste byråingenjör 1926, tillförordnad distriktsingenjör i Gävle 1928, vägingenjör i Gävleborgs län 1930, vägtrafikinspektör i Väg- och vattenbyggnadsstyrelsen 1934, byråchef och vägtrafikinspektör där 1936 och var vägdirektör i Hallands län 1943–1957. Han var ledamot av av 1934 års vägtrafiksakkunniga och autobesiktningssakkunnig. Han blev löjtnant i Väg- och vattenbyggnadskåren 1919, kapten 1927 och major 1939.